# Tie Break
Pour le terme de tennis, voir Jeu décisif
Tie Break est un boys band autrichien, ayant participé au Concours Eurovision de la chanson 2004.
Le trio nouvellement formé remporte le concours de sélection face à neuf autres candidats et représentera l'Autriche au Concours Eurovision de la chanson en 2004 à Istanbul avec la ballade Du bist. La chanson termine, avec 9 points (4 de la France et 5 de la Grèce), à la 21e place sur les 24 participants de la finale. Le single atteint la 44e place des ventes en Autriche.
Par la suite, Thomas Pegram participe à l'édition 2012 du télécrochet Deutschland sucht den SuperStar.

## Source de la traduction
- (de) Cet article est partiellement ou en totalité issu de l’article de Wikipédia en allemand intitulé « Tie Break » (voir la liste des auteurs).